# Eva Wennerström-Hartmann

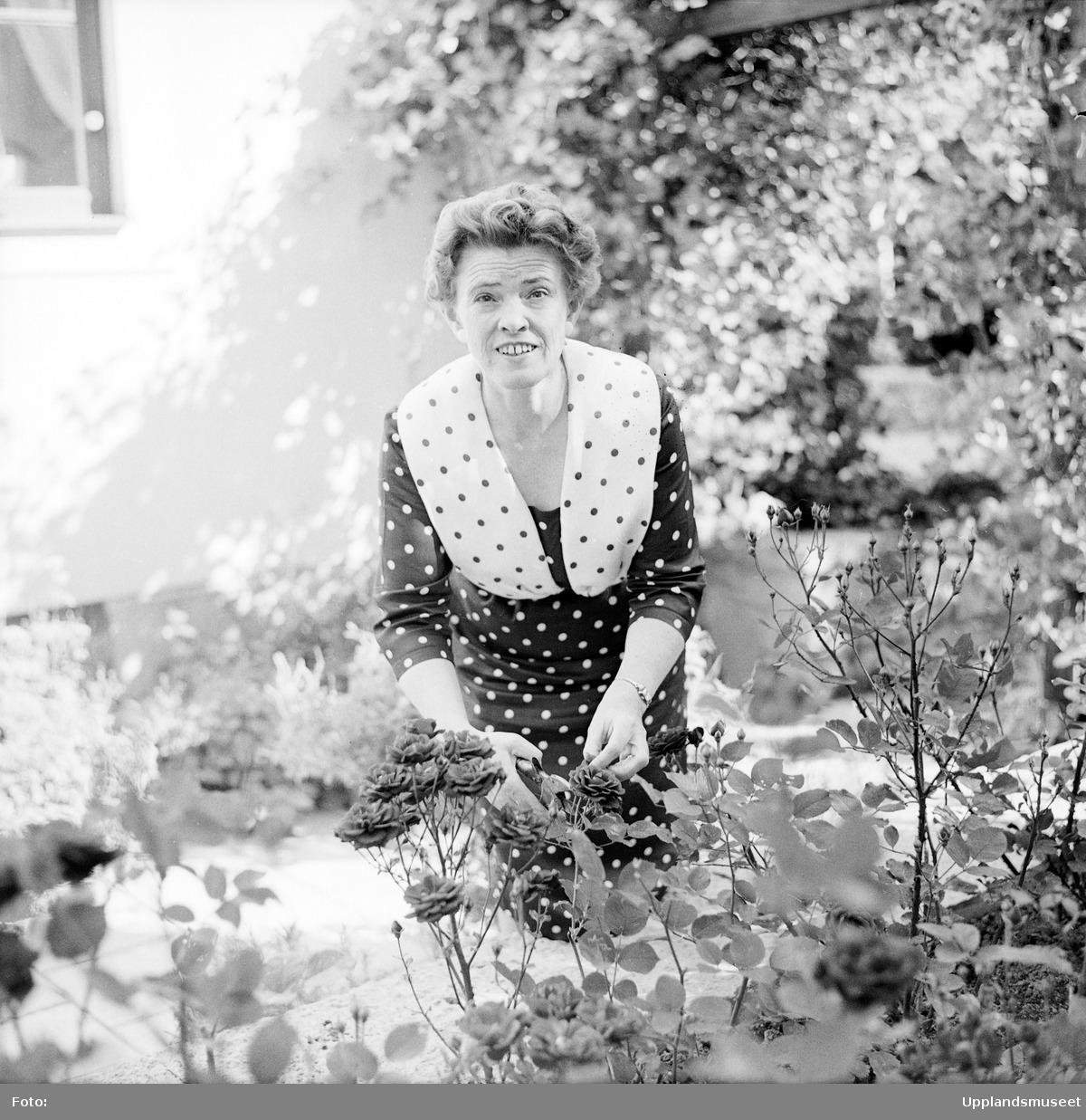
Redaktör Eva Wennerström-Hartmann, Uppsala september 1960 (Upplandsmuseet)

Eva Lovisa Wennerström-Hartmann, född Wennerström 12 oktober 1910 i Arvika, död 14 juli 2004 i Uppsala domkyrkoförsamling, var en svensk lärare, författare och politiker (folkpartist).

## Biografi
Eva Wennerström-Hartmann var dotter till verkmästaren Fridolf Wennerström och Signe Olsson. Genom modern hade hon anor från den så kallade Riksdagsmannasläkten från Ny (modern var barnbarn till Olof Olsson i Olebyn). 
Wennerström skrevs in vid Uppsala Universitet höstterminen 1928 och blev filosofie magister höstterminen 1931 samt filosofie licentiat vårterminen 1935. Hon var engagerad i kårlivet, Värmlands nations klubbmästarinna ht 1930 till vt 1933 och Uppsala Studentkårs vice ordförande ht 1938 till vt 1939. Hon var aktiv på Bollhusmötet 1939, samma år första kvinna att hålla det traditionella valborgsmässotalet i Uppsala. Hon var därefter verksam som lärare och rektor vid Höglandsskolan 1945–1948, var svensk lektor i Rom 1951–1954 och attaché i Rom 1965–1966.
Hon gifte sig 1939 med Lennart Hartmann fick med honom två söner, 1944 respektive 1945.
Wennerström-Hartmann var ordförande i Folkpartiets kvinnoförbund åren 1950–1956. Från 1957 till sin pensionering tjänstgjorde Wennerström-Hartmann vid ledarredaktionen på Upsala Nya Tidning. Hon är begravd på Uppsala gamla kyrkogård.